# Nederlandse kampioenschappen schermen
De Nederlandse kampioenschappen schermen worden sinds 1909 jaarlijks georganiseerd door de Koninklijke Nederlandse Algemene Schermbond (KNAS) voor alle schermers die zijn aangesloten bij een Nederlandse schermclub. Oorspronkelijk werden enkel de kampioenschappen voor mannen ingericht, in 1923 werd het floret voor vrouwen toegevoegd, in 1986 het degen en in 1996 het sabel. 

## Lijst van kampioenen (1909-2025)
| Jaar | Degen mannen                         | Degen vrouwen     | Floret mannen       | Floret vrouwen             | Sabel mannen                  | Sabel vrouwen      |
| ---- | ------------------------------------ | ----------------- | ------------------- | -------------------------- | ----------------------------- | ------------------ |
| 1909 | Alphert Schimmelpenninck van der Oye |                   | Lion van Minden     |                            | Jetze Doorman                 |                    |
| 1910 | Arie de Jong                         |                   | Felix Vigeveno      |                            | Arie de Jong                  |                    |
| 1911 | Alfred Labouchere                    |                   | Arie de Jong        |                            | Arie de Jong                  |                    |
| 1912 | Arie de Jong                         |                   | Felix Vigeveno      |                            | Arie de Jong                  |                    |
| 1913 | George van Rossem                    |                   | Salomon Zeldenrust  |                            | Arie de Jong                  |                    |
| 1914 |                                      |                   |                     |                            |                               |                    |
| 1915 | Louis Delaunoy                       |                   | Felix Vigeveno      |                            |                               |                    |
| 1916 | Louis Delaunoy                       |                   |                     |                            | Felix Vigeveno                |                    |
| 1917 | Wouter Brouwer                       |                   | Felix Vigeveno      |                            | Louis Delaunoy                |                    |
| 1918 | Henri Wijnoldi-Daniëls               |                   | Felix Vigeveno      |                            | Felix Vigeveno                |                    |
| 1919 | Wouter Brouwer                       |                   | Salomon Zeldenrust  |                            | Willem Hubert van Blijenburgh |                    |
| 1920 | Arie de Jong                         |                   | Felix Vigeveno      |                            | Jan van der Wiel              |                    |
| 1921 | Louis Delaunoy                       |                   | Felix Vigeveno      |                            | Jan van der Wiel              |                    |
| 1922 | Hendrik Scherpenhuijzen              |                   | Paul Kunze          |                            | Nicolaas Nederpelt            |                    |
| 1923 | Arie de Jong                         |                   | Paul Kunze          | Adriana Admiraal-Meijerink | Arie de Jong                  |                    |
| 1924 | Arie de Jong                         |                   | Arie de Jong        | C.S. van Holkema           | Arie de Jong                  |                    |
| 1925 | Arie de Jong                         |                   | Arie de Jong        | Johanna Boer               | Cornelis Ekkart               |                    |
| 1926 | Arie de Jong                         |                   | Paul Kunze          | C.S. van Holkema           | Jan van der Wiel              |                    |
| 1927 | Arie de Jong                         |                   | Paul Kunze          | Johanna Boer               | Cornelis Ekkart               |                    |
| 1928 | Arie de Jong                         |                   | Paul Kunze          | Johanna Boer               | Willem Driebergen             |                    |
| 1929 | Paul Kunze                           |                   | Paul Kunze          | Adriana Admiraal-Meijerink | Pieter Fraterman              |                    |
| 1930 | Frans Mosman                         |                   | Frans Mosman        | Johanna Boer               | Ate Faber                     |                    |
| 1931 | Willem Driebergen                    |                   | Ch. Knoek           | Johanna Boer               | J. Nederpeld                  |                    |
| 1932 | Cornelis Weber                       |                   | W. Olman            | Johanna Boer               | Frans Mosman                  |                    |
| 1933 | Cornelis Weber                       |                   | W. Olman            | Johanna Boer               | Antonius Montfoort            |                    |
| 1934 | Franciscus Pieter van Wieringen      |                   | Antonius Montfoort  | Johanna Boer               | A.J.G. Boutmy                 |                    |
| 1935 |                                      |                   |                     |                            |                               |                    |
| 1936 | Willem Driebergen                    |                   | Paul Kunze          | Catharina van der Klaauw   | Frans Mosman                  |                    |
| 1937 | Willem Driebergen                    |                   | J. Booy             | Mary van der Sluis         | Jacob Schriever               |                    |
| 1938 | Willem Driebergen                    |                   | Frans Mosman        | Th. Dekkers                | Jacques Vandervoodt           |                    |
| 1939 |                                      |                   | Paul Kunze          | Th. Dekkers                | Willem van den Berg           |                    |
| 1940 |                                      |                   |                     |                            |                               |                    |
| 1941 | Frans Mosman                         |                   | Frans Mosman        | Catharina van der Klaauw   | Frans Mosman                  |                    |
| 1942 | Willem Driebergen                    |                   | Frans Mosman        | D. van Es                  | Frans Mosman                  |                    |
| 1943 | Willem van den Berg                  |                   | Jean Vandervoodt    | Catharina van der Klaauw   | Willem Driebergen             |                    |
| 1944 | Johannes Zoet                        |                   | Jean Vandervoodt    |                            | Antonius Montfoort            |                    |
| 1945 |                                      |                   |                     |                            |                               |                    |
| 1946 | Antonius Montfoort                   |                   | Frans Mosman        | Anja Secrève               | Frans Mosman                  |                    |
| 1947 | Eddy Kuypers                         |                   | G.L. Munnik         | Mary van der Sluis         | Frans Mosman                  |                    |
| 1948 | Roelof Hordijk                       |                   | Hennie ter Weer     | Anja Secrève               | Frans Mosman                  |                    |
| 1949 | A.J. vd Hoeve                        |                   | Eddy Kuypers        | Anja Secrève               | Eddy Kuypers                  |                    |
| 1950 | Eddy Kuypers                         |                   | Eddy Kuypers        | A. de Vries                | Antonius Montfoort            |                    |
| 1951 | Frits van Kregten                    |                   | Hennie ter Weer     | Anja Secrève               | Eddy Kuypers                  |                    |
| 1952 | Roelof Hordijk                       |                   | Hennie ter Weer     | Anja Middendorp            | G.L. Munnik                   |                    |
| 1953 | Frits van Kregten                    |                   | G.L. Munnik         | C.J. de Gunst              | Eddy Kuypers                  |                    |
| 1954 | Roelof Hordijk                       |                   | Theo van Es         | Jeanne van Es              | Hennie ter Weer               |                    |
| 1955 | Roelof Hordijk                       |                   | Hennie ter Weer     | Jeanne van Es              | Th. Thomassen                 |                    |
| 1956 | Hennie ter Weer                      |                   | Hennie ter Weer     | Jeanne van Es              | Kasper Kardolus               |                    |
| 1957 | A.J. vd Hoeve                        |                   | Theo van Es         | C.J. de Gunst              | Henk Los                      |                    |
| 1958 | A. Nagy                              |                   | W. Mandl            | Nina Kleijweg              | Ferry Meynderts               |                    |
| 1959 | Max Dwinger                          |                   | Hennie ter Weer     | Nina Kleijweg              | Kasper Kardolus               |                    |
| 1960 | Max Dwinger                          |                   | Hans Sauerbier      | Nina Kleijweg              | Boudewijn Heidenrijk          |                    |
| 1961 | Raoul Popken                         |                   | Joska Makk          | Marion Crawfurd            | Boudewijn Heidenrijk          |                    |
| 1962 | Frits van Kregten                    |                   | Hans Sauerbier      | Elly Botbijl               | Kasper Kardolus               |                    |
| 1963 | Frans Mosman jr.                     |                   | Joska Makk          | Elly Botbijl               | Th. Thomassen                 |                    |
| 1964 | Ferry Godhelp                        |                   | Hans Sauerbier      | Daniele van Rossem         | Rien Wilmink                  |                    |
| 1965 | Laurens van Tiggele                  |                   | Frans Mosman jr.    | Ellen Crawfurd             | Rien Wilmink                  |                    |
| 1966 | Raoul Popken                         |                   | Hans Sauerbier      | Nina Kleijweg              | Boudewijn Heidenrijk          |                    |
| 1967 | Max Dwinger                          |                   | Hans Sauerbier      | Yvonne Thiry               | Frans Mosman jr.              |                    |
| 1968 | Peter Koks                           |                   | Joop Mosmüller      | Leni Kokkes-Hanepen        | Frans Mosman jr.              |                    |
| 1969 | Max Dwinger                          |                   | Rob Koster          | Yvonne Thiry               | Leo van Daalen                |                    |
| 1970 | Goos van Asselt                      |                   | Rini Engelbracht    | Leni Kokkes-Hanepen        | Kasper Kardolus               |                    |
| 1971 | Ties Feith                           |                   | Walter Janssen      | Leni Kokkes-Hanepen        | Eddy Ham                      |                    |
| 1972 | Ferry Godhelp                        |                   | Rini Engelbracht    | Yvonne Thiry               | Jan Dijksman                  |                    |
| 1973 | Jean-Pierre Vandervoodt              |                   | Rini Engelbracht    | Leni Kokkes-Hanepen        | Eddy Ham                      |                    |
| 1974 | Bert van den Berg                    |                   | Bert van den Berg   | Tonneke Petrus             | Eddy Ham                      |                    |
| 1975 | Raoul Popken                         |                   | Marton Siffels      | Yvonne Thiry               | Eddy Ham                      |                    |
| 1976 | Rini Engelbracht                     |                   | Peter Kleinjan      | Tonneke Petrus             | Eddy Ham                      |                    |
| 1977 | George Treffers                      |                   | Menno Stemmerik     | Yvonne Thiry               | Walter Janssen                |                    |
| 1978 | Ties Feith                           |                   | Hans Sauerbier      | Wilma Sloos                | Hans Sauerbier                |                    |
| 1979 | Rorik Janssen                        |                   | Menno Stemmerik     | Jacky Leenders             | Eddy Ham                      |                    |
| 1980 | Robb van Winden                      |                   | Andries Toth        | Marianne Rensink           | Walter Janssen                |                    |
| 1981 | Eric Zwennis                         |                   | Rorik Janssen       | Marianne Rensink           | Rorik Janssen                 |                    |
| 1982 | Eric Zwennis                         |                   | Rorik Janssen       | Jacky Leenders             | Oscar Kardolus                |                    |
| 1983 | Arwin Kardolus                       |                   | Rorik Janssen       | Marianne Rensink           | Oscar Kardolus                |                    |
| 1984 | Arwin Kardolus                       |                   | Andries Toth        | Jacky Leenders             | Kasper Kardolus               |                    |
| 1985 | Stéphane Ganeff                      |                   | Andries Toth        | Marianne Rensink           | Oscar Kardolus                |                    |
| 1986 | Stéphane Ganeff                      | Carin de Brie     | Arwin Kardolus      | Conny Mosmüller            | Oscar Kardolus                |                    |
| 1987 | Arwin Kardolus                       | Rebecca van Emden | Arwin Kardolus      | Carin de Brie              | Oscar Kardolus                |                    |
| 1988 | Stéphane Ganeff                      | Pernette Osinga   | Hans Rijsenbrij     | Yvette Kardolus            | Oscar Kardolus                |                    |
| 1989 | Stéphane Ganeff                      | Indra Angad-Gaur  | Hans Rijsenbrij     | Pernette Osinga            | Oscar Kardolus                |                    |
| 1990 | Stéphane Ganeff                      | Rebecca van Emden | Andries Toth        | Indra Angad-Gaur           | Pieter de Bruin               |                    |
| 1991 | Arwin Kardolus                       | Pernette Osinga   | Kwamé van Leeuwen   | Yvette Kardolus            | Tijmen Ros                    |                    |
| 1992 | Warjo van Galen                      | Rebecca van Emden | Hans Rijsenbrij     | Pernette Osinga            | Pieter de Bruin               |                    |
| 1993 | Arwin Kardolus                       | Pernette Osinga   | Hans Rijsenbrij     | Geke Kleefstra             | Oscar Kardolus                |                    |
| 1994 | Stéphane Ganeff                      | Rebecca van Emden | Hans Rijsenbrij     | Indra Angad-Gaur           | Tijmen Ros                    |                    |
| 1995 | Olaf Kardolus                        | Pernette Osinga   | Paul Sanders        | Indra Angad-Gaur           | Oscar Kardolus                |                    |
| 1996 | Arwin Kardolus                       | Rebecca van Emden | Paul Sanders        | Indra Angad-Gaur           | Etienne van Cann              | Rebecca van Emden  |
| 1997 | Olaf Kardolus                        | Rebecca van Emden | Paul Sanders        | Henne van Es               | Shahram Massoumi              | Annemarie Sachs    |
| 1998 | Arwin Kardolus                       | Sonja Tol         | Paul Sanders        | Indra Angad-Gaur           | Arash Sheikh Hosseini         | Henne van Es       |
| 1999 | Arwin Kardolus                       | Sonja Tol         | Paul Sanders        | Indra Angad-Gaur           | Shahram Massoumi              | Jessica Holierhoek |
| 2000 | Arwin Kardolus                       | Ingrid Klaris     | Arvid Oostveen      | Indra Angad-Gaur           | Shahram Massoumi              | Laurien Mooij      |
| 2001 | Arwin Kardolus                       | Sonja Tol         | Matthijs Rohlfs     | Indra Angad-Gaur           | Tijmen Ros                    | Jean-Marie Stam    |
| 2002 | Arwin Kardolus                       | Sonja Tol         | Matthijs Rohlfs     | Indra Angad-Gaur           | Reinout Romijn                | Laurien Mooij      |
| 2003 | Siebren Tigchelaar                   | Sonja Tol         | Matthijs Rohlfs     | Indra Angad-Gaur           | Symke Haverkamp               | Marjolein Versteeg |
| 2004 | Bas Verwijlen                        | Saskia van Erven  | Sebastiaan Combé    | Djinn Geurts               | Teun Plantinga                | Bonnie van Vuure   |
| 2005 | Bas Verwijlen                        | Sonja Tol         | Sebastiaan Borst    | Djinn Geurts               | Reinout Romijn                | Bonnie van Vuure   |
| 2006 | Siebren Tigchelaar                   | Marie-Sophie Tar  | Arnaud Holstege     | Djinn Geurts               | Tijmen Ros                    | Bonnie van Vuure   |
| 2007 | Arwin Kardolus                       | Sonja Tol         | Sebastiaan Borst    | Saskia van Erven           | Teun Plantinga                | Bonnie van Vuure   |
| 2008 | Bas Verwijlen                        | Sonja Tol         | Matthijs Rohlfs     | Djinn Geurts               | Teun Plantinga                | Bonnie van Vuure   |
| 2009 | Arwin Kardolus                       | Sonja Tol         | Matthijs Rohlfs     | Djinn Geurts               | Nico Speelman                 | Kayli Hensen       |
| 2010 | Stéphane Ganeff                      | Sonja Tol         | Sebastiaan Borst    | Milja Mondt                | Robbert Goossens              | Sera Palings       |
| 2011 | Bas Verwijlen                        | Sonja Tol         | Mats Stijlaart      | Saskia van Erven           | Robbert Goossens              | Sera Palings       |
| 2012 | Tristan Tulen                        | Sonja Tol         | Sebastiaan Borst    | Saskia van Erven           | Robbert Goossens              | Sera Palings       |
| 2013 | Bas Verwijlen                        | Kelly Boone       | Max Janssen         | Saskia van Erven           | Robbert Goossens              | Sera Palings       |
| 2014 | Bas Verwijlen                        | Kelly Boone       | Max Janssen         | Saskia van Erven           | Robbert Goossens              | Elena Munteanu     |
| 2015 | Bas Verwijlen                        | Kelly Boone       | Sebastiaan Borst    | Eline Rentier              | Robbert Goossens              | Sophie Smits       |
| 2016 | Bas Verwijlen                        | Kelly Boone       | Daniël Giacon       | Saskia van Erven           | Robbert Goossens              | Sophie Smits       |
| 2017 | Bas Verwijlen                        | Kelly Boone       | Dirk Jan van Egmond | Saskia van Erven           | Robbert Goossens              | Sophie Smits       |
| 2018 | Randy Postma                         | Kelly Boone       | Sebastiaan Borst    | Saskia van Erven           | Robbert Goossens              | Marleen Buitenhuis |
| 2019 | Colin Keppel                         | Kelly Boone       | Filippo Mariotti    | Saskia van Erven           | Bote Schaafsma                | Marleen Buitenhuis |
| 2020 | Bas Verwijlen                        | Isaura Sizoo      | Daniël Giacon       | Saskia van Erven           | Robbert Goossens              | Enli Chiang        |
| 2021 | Tristan Tulen                        | Kelly Boone       | Daniël Giacon       | Saskia van Erven           | Alexie Alupei                 | Marleen Buitenhuis |
| 2022 | David van Nunen                      | Kelly Boone       | Daniël Giacon       | Saskia van Erven           | Dirk-Jan Bouwman              | Henriette Hofman   |
| 2023 | David van Nunen                      | Carmen Berends    | Daniël Giacon       | Valerie Buijse             | Jasper Hendriks               | Marleen Buitenhuis |
| 2024 | Rafaël Tulen                         | Katelijn Kroese   | Suhayl Nawar        | Saskia van Erven           | Jasper Hendriks               | Karen Fischer      |
| 2025 | David van Nunen                      | Isaura Sizoo      | Daniël Giacon       | Talitha Sluman             | Jasper Hendriks               | Enli Chiang        |